# Juninho (calciatore gennaio 1989)
Vitor Gomes Pereira Junior, noto semplicemente come Juninho (São José dos Campos, 5 gennaio 1989), è un ex calciatore brasiliano, di ruolo centrocampista.

## Carriera
Cresciuto nel San Paolo, ha giocato per la squadra giovanile del club, vincendo il Campionato Paulista U-17. Ha fatto una comparsa in prima squadra nel 2007. Nel 2010 fu mandato in prestito al Los Angeles Galaxy insieme a Alex Cazumba e Leonardo, anch'essi giocatori del San Paolo.
Ha debuttato per il team il 27 marzo 2010, nella partita di apertura della stagione MLS 2010 contro i New England Revolution, e ha segnato il suo primo gol in una vittoria per 2-0 contro l'AC St. Louis nell'U.S. Open Cup 2010.
Ha segnato il suo primo gol nella MLS in una partita contro i Seattle Sounders FC, partendo con il pallone tra i piedi per oltre 30 metri in campo aperto.
Il 4 gennaio 2016 passa al Club Tijuana per 2 milioni di euro.
Il 30 giugno 2020 si ritira dal calcio giocato.

## Palmarès

### Club

#### Competizioni nazionali
- MLS Supporters' Shield: 2

LA Galaxy: 2010, 2011
- Campionato MLS: 3

LA Galaxy: 2011, 2012, 2014